# Зоран Илић Илке
Зоран Илић Илке (Београд, 8. септембар 1959) српски је гитариста, певач и текстописац.

## Биографија и каријера
Рођен је 8. септембра 1959. године у Београду. Музичку каријеру започео је 1981. године у бенду Безобразно зелено, а прве снимке Бежим низ улицу и Београд објавио је за компилацијски албум Артистичка радна акција, из 1981. године, под окриљем Југотона.
Године 1983. одлази у војску, у време када бенд Безобразно зелено избацује деби плочу, за коју је Илке компоновао песму Ирма. Бенд је престао са радом 1984. године, а обновили су га Бојан Васић (бас) и Зоран Илић Илке (гитара и вокал), 1988. године. На албуму Неонске бајке бенда Безобразно зелено, Зоран Илић Илкеје отпевао је све песме, али због неслагања међу члановима бенда, то није објављено на омоту албума. Поред свирања гитаре и певања, написао је музику за песме Булдози, Деца са месеца и Летње вече.
По препоруци Видоја Божиновића, Илке од 1. новембра 1989. године постао је стални члан Рибље чорбе.
Године 1993. заједно са Бојаном Васићем (бас), Жиком Миленковићем (гитара и вокал) и Гораном Чавајдом (бубњеви) оснива групу Бабе. На деби албуму групе Бабе, Слике из живота једног идиота (1993), Илке је написао музику за песме Ноћ без сна, Лили, Руска серија и Пиксла од кристала. Године 1994. Илке је са групом Бабе био предгрупа на турнеји Рибље чорбе, а крајем исте године учествовао је у снимању мини-албума под називом 4 Бабе песме, као гитариста. Крајем 1995. године радио је и на снимању другог албума групе Бабе, под називом Лажне слике о љубави, свирао гитару и писао музику за песме Шанкерица коло (љубав из интереса) и песме Олуја и Луда жена (обе са Жиком Миленковићем).